# Essex (balener)
L'Essex va ser un vaixell balener del segle xix de Nantucket, Massachusetts. Tenia 87 peus d'eslora i 238 tones de desplaçament, i era capitanejat per George Pollard, Jr. de 28 anys. És conegut per ser atacat i enfonsat per un catxalot a l'oceà pacífic el 1820. L'incident va ser una inspiració per a la novel·la clàssica de 1851, Moby Dick de Herman Melville.

## Atac de la balena i supervivents
L'Essex va salpar de Nantucket el 1819, per fer un viatge de dos anys i mig cap a les zones de cacera de balenes al Pacífic sud. El 20 de novembre de 1820 l'Essex es va trobar un catxalot molt més gros del normal, el qual va envestir el vaixell en dues ocasions i el va enfonsar. El vaixell va naufragar a 2.500 milles nàutiques (3.704 quilòmetres) a l'oest de la costa occidental de Sud-amèrica. Després del naufragi els vint-i-un mariners van intentar salvar-se en tres petits bots baleners (en aquest cas, usats com bots salvavides) amb subministraments totalment inadequats de menjar i aigua fresca, i arribar a la inhabitada Illa Henderson pertanyent a les Illes Pitcairn, actualment territori de la Gran Bretanya.
A l'illa Henderson, els homes es van afartar d'aviram, peix i vegetals. A més van trobar una petita font d'aigua dolça. No obstant això, després d'una setmana, havien esgotat els recursos naturals de l'illa, i van concloure que aquesta no els podria sostenir per molt més temps. La majoria dels tripulants de l'Essex van tornar als seus bots. Tres homes van optar per quedar-se a l'illa.
L'excés de sodi en la dieta dels mariners i la desnutrició els va produir diarrea, síncopes, debilitament, furóncols, edema, i deficiència de magnesi, la qual cosa causa comportaments estranys i violents. Com que les condicions empitjoraven els mariners van recórrer a beure's la seva pròpia orina i al robatori i mala administració del menjar. Tots eren fumadors i van patir abstinència severa quan el subministrament de tabac se'ls va esgotar.

## Canibalisme
Un per un els homes de l'Essex van anar morint. Els primers van ser amortallats en les seves robes i lliurats al mar, com era el costum. Però, amb el menjar esgotat els homes van recórrer al canibalisme per tal de sobreviure, consumint els cossos dels seus companys morts. Cap al final de la terrible experiència, la situació al bot del Capità Pollard es va fer massa crítica. Els homes van haver de fer un sorteig per determinar qui havia de morir per a la supervivència dels altres integrants de la tripulació. Un jove anomenat Owen Coffin, cosí petit del capità Pollard, a qui havia jurat protegir, va perdre el sorteig. Es va haver de realitzar un nou sorteig per determinar qui seria l'executor de Coffin. El seu jove amic Charles Ramsdell va tenir la trista sort. Ramsdell li va disparar a Coffin, i les seves restes van ser consumides per Pollard, Barzillai Ray i Charles Ramsdell. Poc temps després Ray també va morir. Els supervivents d'aquest viatge, Pollard i Ramsdell, van subsistir rosegant els ossos de Coffin i Ray.

## Rescat
95 dies després de l'enfonsament de l'Essex, Pollard i Ramsdell van ser rescatats pel balener de Nantucket Dauphin. Benjamin Lawrence, Owen Chase, i Thomas Nickerson que anaven en un altre dels bots, van sobreviure gràcies a mesures desesperades similars, i van ser rescatats pel vaixell mercant Britànic Indian, 93 dies després del naufragi de l'Essex. Pollard, Ramsdell, Lawrence, Chase i Nickerson es van reunir al port de Valparaíso a Xile, on van informar als oficials que tres homes es trobaven encara a l'illa Henderson. El rescat va ser encomanat a un vaixell destinat al transport per l'Oceà Pacífic. Els tres van ser rescatats quan ja estaven moribunds.
En el moment del rescat de l'últim dels vuit supervivents, el 5 abril de 1821, set mariners havien estat objecte de canibalisme.